# Eudaldo Forment
Eudaldo Forment Giralt (Barcelona, 1946) es un filósofo y catedrático español. Es académico de la Pontificia Academia Romana de Santo Tomás de Aquino y miembro de número de la Academia Hispanoamericana de Doctores.

## Biografía
Ha sido profesor en la Universidad de Barcelona desde 1971, profesor de Metafísica en la misma universidad desde 1974 y catedrático de Metafísica en la Universidad de Barcelona desde 1989, cargo en el que sucedió a su maestro Francisco Canals Vidal. Pertenece a la Escuela tomista de Barcelona. 
Es académico de la Pontificia Academia de Santo Tomás de Aquino de Roma. Ha sido profesor visitante de varias universidades europeas y americanas, y ha impartido 134 cursos y seminarios y 165 conferencias.[cita requerida]

## Obras
Ha publicado 203 artículos en revistas de todo el mundo, 82 ponencias en Actas de Congresos nacionales e internacionales, 140 escritos en otras publicaciones, cerca de dos mil recensiones de libros en varias revistas. Ha dirigido 36 tesis doctorales y prologado 28 libros de filosofía. Ha colaborado en 71 obras colectivas, publicadas en varios países.[cita requerida]

### Libros:
- Fenomenología descriptiva del lenguaje (Barcelona, Condal Editora, 1981, 1ª ed.; Barcelona, PPU, 1984, 2ª ed.).
- Ser y persona (Barcelona, Ediciones de la Universidad de Barcelona, 1982, 1ª ed.; Barcelona, Ediciones de la Universidad de Barcelona, 1983, 2ª ed., ampliada).
- Persona y modo sustancial (Barcelona, PPU, 1983, 1ª ed.; Barcelona, PPU, 1984, 2ª ed., ampliada).
- Introducción a la Metafísica (Barcelona, Ediciones de la Universidad de Barcelona, 1984, 1ª ed.; Barcelona, Ediciones de la Universidad de Barcelona, 1984, 2ª ed., ampliada).
- El problema de Dios en la metafísica (Barcelona, PPU, 1986, 1ª ed.; Barcelona, PPU, 1986, 2ª ed.).
- Dios y el hombre (Barcelona, Ed. Casals, 1987). Edición en catalán: Deu i l'home (Barcelona, Ed. Casals, 1987).
- Principios básicos de bioética (Madrid, Ediciones Palabra, 1990).
- Lecciones de Metafísica (Madrid, Rialp, 1992, 1ª ed.; Madrid, Rialp, 2009, 2ª ed.).
- San Anselmo (Madrid, Ediciones del Orto, 1995).
- Historia de la filosofía tomista en la España contemporánea (Madrid, Ediciones Encuentro, 1998).
- Id a Tomás. Principios básicos del pensamiento de Santo Tomás (Pamplona, Fundación Gratis Date, 1998, 1ª ed.; Pamplona, Fundación Gratis Date, 2005, 2ª ed.).
- El personalismo medieval (Valencia, EDICEP, 2002).
- La filosofía de Santo Tomás de Aquino (Valencia, EDICEP, 2003).
- Historia de la filosofía II. Filosofía medieval (Madrid, Ediciones Palabra, 2004).
- Santo Tomás de Aquino: el oficio del sabio (Barcelona, Ed. Ariel, 2007).
- Santo Tomás. Vida, pensamiento y obra (Barcelona, Planeta de Agostini, 2007).
- Tomás de Aquino esencial. El ente es el objeto propio del intelecto (Barcelona, Editorial Montesinos, 2008).
- Metafísica (Madrid, Ediciones Palabra, 2009).
- Santo Tomás de Aquino. Su vida, su obra y su época (Madrid, BAC, 2010).
- ¡A vosotros jóvenes!. San Agustín y santo Tomás de Aquino os hablan hoy (Madrid, Ediciones San Pablo, 2011).
- Sabiduría cristiana, Fe, gracia y libertad (Valencia, EDICEP, 2015).
- Compendio de filosofía tomista (Ediciones San Román, 2025).

Además, ha preparado la edición de diferentes obras de varios autores, añadiendo comentarios e introducciones:
- Filosofía del ser. Introducción, comentario, texto y traducción del "De ente et essentia" de Santo Tomás (Barcelona, PPU, 1988).

- Tomás de Aquino, El ente y la esencia, Traducción, estudio preliminar y notas (Pamplona, EUNSA, 2006, 1ª ed.; Pamplona, EUNSA, 2011, 2ª ed.).

- Santo Tomás de Aquino. El orden del ser. Antología filosófica (Madrid, Ed. Tecnos, 2003).

- Introducciones de Suma contra los gentiles, de Santo Tomás, 2 vols. (Madrid, BAC, 2007).

- Introducción de La monarquía, de Santo Tomás de Aquino (Madrid, Tecnos, 2007).

- Thomas Pègues, Catecismo de la Suma Teológica, Edición revisada y completada por Eudaldo Forment (Madrid, Homolegens, 2011, 1ª ed.; 2011, 2ª ed.).

- Santo Tomás, Estudio introductorio y textos selectos (Madrid, Gredos, 2012).

- Santo Tomás. Estudios introductorio y selección de Suma contra los gentiles y de Suma de teología (Madrid, Gredos, 2015).

- Catecismo de la Suma contra los gentiles, I y II (Alicante, Ediciones Cobel, 2015).

- Sabiduría tomista. Comentarios a la Suma contra los gentiles de Santo Tomás de Aquino (Ed&TIC, 2023).